# Битка код Банијаса
Битка код Банијаса вођена је 19. јуна 1157. године између муслиманске војске под командом Нур ад Дина са једне и крсташке војске Јерусалимске краљевине под Балдуином III са друге стране. Део је крсташких ратова, а завршена је победом муслимана.

## Битка
Муслиманска војска под командом Нур ад Дина исекла је групацију крсташа међу којима је био и јерусалимски краљ Балдуин III који се спасао самим чудом склањајући се у Сафар. Мноштво крсташких вођа је пало у заробљеништво: Иго од Ибелина, Одо од Сен Амана, Рохар од Јафе, велики мајстор Темплара Бертранд од Бланкфора. Сви они су у тријумфу проведени кроз Дамаск. Ипак, Нур ад Дин није умео да искористи ову победу будући да су трупе из Триполија и Антиохије стигле веома брзо и ослободиле заробљенике.